# Nadja (film)
Pour les articles homonymes, voir Nadja.
Pour plus de détails, voir Fiche technique et Distribution.
Nadja est un film fantastique américain réalisé par Michael Almereyda, sorti en 1994. Le film est produit par David Lynch (qui y fait un caméo).

## Synopsis
Le film raconte l'aventure new-yorkaise de Nadja, femme vampire, après la mort de son père, Dracula. Le titre du film est inspiré du roman/poème homonyme d'André Breton, Nadja.

## Fiche technique
- Titre original : Nadja
- Réalisation : Michael Almereyda
- Scénario : Michael Almereyda
- Directeur photo : Jim Denault
- Montage : David Leonard
- Musique : Simon Fisher Turner
- Producteurs : David Lynch, Mary Sweeney
- Pays :  États-Unis
- Durée : 93 minutes

## Distribution
- Peter Fonda : Dracula / Van Helsing
- Suzy Amis : Cassandra
- Galaxy Craze : Lucy
- Martin Donovan : Jim
- Jared Harris : Edgar
- Karl Geary : Renfield
- Elina Löwensohn : Nadja
- Nic Ratner : une victime dans un bar
- Jack Lotz : entraîneur de boxe
- Isabel Gillies : serveuse
- José Zúñiga : barman
- Bernadette Jurkowski : la compagne de Dracula
- Jeff Winner : Dracula jeune
- David Lynch : l'employé de la morgue

## Autour du film
Ce film a été partiellement réalisé avec la caméra PXL 2000 (en), également appelée PixelVision (caméra jouet commercialisée par le fabricant de jouets américain Fisher Price en 1987)

## Bande originale
Outre la bande-son composée pour le film par Simon Fisher Turner, on peut entendre les chansons Soon et Lose My Breath par My Bloody Valentine, ainsi que Strangers et Roads par Portishead.